# 托马斯·H·李
托马斯·哈斯凯尔·李（英語：Thomas Haskell Lee，1944年3月27日—2023年2月23日），美国商人、金融家、投资人，被认为是私人股权投资领域，特别是杠杆收购的早期探索者之一。
托马斯在1974年创立的托马斯·H·李合伙人公司是世界上最早及最大的私人股权投资公司之一，离开该公司后，他又在2006年创办李氏资金。根据福布斯估计，托马斯去世时的资产为20亿美元。

## 早年与职业生涯
托马斯于1944年生于一个犹太家庭，家中有两个兄弟。他的父亲就职于岳父所创办鞋店的美国分店，并最终成为加拿大分店负责人。
托马斯先后就读于贝尔蒙山学校及哈佛学院，并于1956年自哈佛学院毕业，不久便在纽约的L·F·罗斯柴尔德的机构研究部门找了一份分析员的工作。1966年，托马斯进入波士顿第一银行工作，并在8年后升为副行长，而他开始从事投资行业的资金则被认为来自继承得的15万美元。
1974年，托马斯创办了托马斯·H·李合伙人公司，简称THL，主要业务为以杠杆收购的方式收购其他公司。到1980年代中期，托马斯·H·李合伙人公司在新型私人股权投资商中的地位得到稳固，其收购公司的方法也较当时所谓的企业掠夺者（例子包括納爾遜·佩爾茨、罗纳德·佩雷尔曼、卡尔·伊坎等）更为友好。该公司早期的继承企业之一为1985年以2800万美元在俄亥俄州阿克伦收购的斯大林珠宝，两年后该公司以2.1亿美元出售，而据报道托马斯此前仅投资了300万美元，最终轻松赚取1.8亿美元收益。值得一提的是，斯大林珠宝是如今欧洲最大的珠宝连锁店之一——西格内特珠宝的前身之一，1992年，THL收购思乐宝，标志着自RJR纳贝斯克、迈克尔·米尔肯、德崇证券等企业或个人相继失败以来杠杆收购行业的复苏。
托马斯的业界地位曾一度被科尔伯格-克拉维斯-罗伯茨、思乐宝等竞争对手撼动。在买下思乐宝的8个月后，托马斯便拿下了该公司的公开募股权，并在两年后的1994年将公司以17亿美元卖给桂格燕麥公司，外界估计托马斯在此次交易中的收益大约为9亿美元。由于管理不善，桂格燕麦在三年之后将思乐宝以3亿美元的低价售出。1974年至2006年间，THL从6个机构私募股权基金中获得了超过220亿美元的收益，并击败了超过100个竞争对手，总收购价值超过1250亿美元。
在THL的最后几年中，托马斯于金融服务公司Refco的投资中遭到严重亏损，2005年10月，Refco在首次公开募股仅几个月后便宣告崩盘，作为首要投资方的THL及托马斯本人也因此不得不与高盛、瑞士信貸集團、美國銀行、均富國際等其他投资公司面对集体诉讼。
2006年3月，托马斯在THL即将完成第六次私募股权基金融资时宣布退出，并于同年创办新公司李氏资金，将更多业务重心转移至成长资本。托马斯较少参与该公司的业务，且在后来搬到了纽约，但其曾对职员表示该公司“非常友好”，并得到另一名业内人士附和。

## 慈善事业
托马斯曾向哈佛大学捐赠过2200万美元，同时是该学校及林肯表演藝術中心、現代藝術博物館、惠特尼美国艺术博物馆、犹太遗产博物馆、布兰戴斯大学、叶史瓦大学本杰明·卡多佐法学院、大波士顿犹太人联合慈善协会、無畏號海、空暨太空博物館基金会、紐約大學朗格尼醫學中心及洛克菲勒大学的信托人以及 由詹姆斯·特瑞爾牵头的罗登火山口项目的主要捐赠者。

## 个人生活
托马斯有过两次婚姻及五个孩子，其中第一任妻子是芭芭拉·菲施，两人于1995年在托马斯公开承认与另一个女人有染并受到其勒索后离婚；第二任妻子则为来自乔治亚州萨凡纳的安·特内波姆。
托马斯非常喜爱艺术品，亦是比尔·克林顿夫妇的好友。2008年6月，希拉里·克林顿在总统竞选失败后曾短暂淡出公众视线，有报导称她和丈夫是在托马斯东汉普顿村的家中住了一段时间。
2022年2月23日，托马斯在曼哈顿的办公室中开枪自杀。